# Svatý rok 2008
Svatý rok 2008 zvaný též Rok svatého Pavla byl mimořádným Svatým rokem konaným k 2000. výročí narození apoštola sv. Pavla. Byl vyhlášen papežem Benediktem XVI. a konal se od 28. června 2008 do 29. června 2009.

## Průběh
Dne 28. června 2007 Benedikt XVI. ohlásil, že od slavnosti sv. Petra a Pavla v roce 2008 do téhož dne roku 2009 bude probíhat rok svatého Pavla. Ten pak 28. června 2008 v Bazilice sv. Pavla za hradbami Benedikt XVI. zahájil. Liturgie se účastnil jak ekumenický patriarcha Bartoloměj I., tak zástupci dalších křesťanských církví.
Motivací pro konání roku sv. Pavla byla připomínka 2000 let od jeho narození (ohledně přesného roku narození nepanuje shoda, předpokládá se někdy mezi 6 a 10 po Kristu). V této souvislosti byly též prováděny archeologické práce v bazilice svatého Pavla za hradbami v Římě, které potvrdily autentičnost hrobu. Rok svatého Pavla Benedikt XVI. večer 28. června 2009 slavnostně zakončil.